# Lijst van voetbalinterlands Guinee-Bissau - Swaziland
Deze lijst van voetbalinterlands is een overzicht van alle officiële voetbalwedstrijden tussen de nationale teams van Guinee-Bissau en Swaziland. De Afrikaanse landen hebben tot op heden vier keer tegen elkaar gespeeld. De eerste ontmoeting, een kwalificatiewedstrijd voor de Afrika Cup 2021, werd gespeeld in Bissau op 13 november 2019. Het laatste duel, een kwalificatiewedstrijd voor de Afrika Cup 2025, vond plaats op 15 november 2024 in Mbombela (Zuid-Afrika).

## Wedstrijden
| № | Plaats   | Datum            | Competitie                   | Wedstrijd                 | Uitslag |
| - | -------- | ---------------- | ---------------------------- | ------------------------- | ------- |
| 1 | Bissau   | 13 november 2019 | Afrika Cup 2021 kwalificatie | Guinee-Bissau − Swaziland | 3 − 0   |
| 2 | Manzini  | 26 maart 2021    | Afrika Cup 2021 kwalificatie | Swaziland − Guinee-Bissau | 1 − 3   |
| 3 | Bissau   | 5 september 2024 | Afrika Cup 2025 kwalificatie | Guinee-Bissau − Swaziland | 1 − 0   |
| 4 | Mbombela | 15 november 2024 | Afrika Cup 2025 kwalificatie | Swaziland − Guinee-Bissau | 1 − 1   |

## Samenvatting
| Competitie              | Totaal gespeeld | Winst Guinee-Bissau | Gelijk | Winst Swaziland | Doelsaldo Guinee-Bissau – Swaziland |
| ----------------------- | --------------- | ------------------- | ------ | --------------- | ----------------------------------- |
| Afrika Cup-kwalificatie | 4               | 3                   | 1      | 0               | 8 − 2                               |
| Totaal                  | 4               | 3                   | 1      | 0               | 8 − 2                               |

FFGB · 
Guinee-Bissaus vrouwenelftal
Interlands
Tegenstander:
Algerije ·
Angola ·
Benin ·
Botswana ·
Burkina Faso ·
Centraal-Afrikaanse Republiek ·
Congo-Brazzaville ·
Djibouti ·
Egypte ·
Equatoriaal-Guinea ·
Ethiopië ·
Gabon ·
Gambia ·
Ghana ·
Guinee ·
Ivoorkust ·
Kaapverdië ·
Kameroen ·
Kenia ·
Liberia ·
Mali ·
Marokko ·
Mauritanië ·
Mozambique ·
Namibië ·
Nigeria ·
Oeganda ·
Sao Tomé en Principe ·
Senegal ·
Sierra Leone ·
Soedan ·
Swaziland ·
Togo ·
Zambia ·
Zuid-Afrika
NFAS · 
Swazisch vrouwenelftal
1968 · 
1969 · 
1970 · 
1971 · 
1972 · 
1973 · 
1974 · 
1975 · 
1976 · 
1977 · 
1978 · 
1979 · 
1980 · 
1981 · 
1982 · 
1983 · 
1984 · 
1986 · 
1987 · 
1988 · 
1989 · 
1990 · 
1991 · 
1992 · 
1993 · 
1994 · 
1995 · 
1996 · 
1997 · 
1998 · 
1999 · 
2000 · 
2001 · 
2002 · 
2003 · 
2004 · 
2005 · 
2006 · 
2007 · 
2008 · 
2009 · 
2010 · 
2011 · 
2012 · 
2013 · 
2014 ·
2015 ·
2016 ·
2017 ·
2018 ·
2019 ·
2020 ·
2021 ·
2022 ·
2023 ·
2024
Angola ·
Botswana ·
Burkina Faso ·
Comoren ·
Congo-Brazzaville ·
Congo-Kinshasa ·
Djibouti ·
Egypte ·
Eritrea ·
Gabon ·
Ghana ·
Guinee ·
Guinee-Bissau ·
Kaapverdië ·
Kameroen ·
Kenia ·
Lesotho ·
Libië ·
Madagaskar ·
Malawi ·
Mali ·
Mauritius ·
Mozambique ·
Namibië ·
Niger ·
Nigeria ·
Senegal ·
Seychellen ·
Sierra Leone ·
Soedan ·
Somalië ·
Tanzania ·
Togo ·
Tunesië ·
Zambia ·
Zimbabwe ·
Zuid-Afrika